# Dastguerd
Dastguerd (en persan : دستگرد / Dastgerd) est une ville de la province d'Ispahan, en Iran.